# Flerts Nebó
Flerts Nebó, (9 de setembro de 1920 - São Paulo, 16 de junho de 2017) foi médico e escritor brasileiro nascido na cidade de São Paulo. Formou-se pela Universidade de São Paulo em 1946, especializando-se em reumatologia. Fez diversos cursos nos Estados Unidos e na Europa. Tem mais de 100 trabalhos científicos sobre reumatologia publicados no Brasil e no exterior. Foi um dos fundadores da regional paulista da Sociedade Brasileira de Médicos Escritores, (SOBRAMES-SP) e da Liga Sul-americana de Médicos Escritores, (LISAME). Membro titular da Academia Brasileira de Médicos Escritores (ABRAMES).
É autor de
- "Médico e Bandeirante - A saga de dom Diogo Nunes Leite"[2] (edição do autor, 1985).
- "O médico que descobriu a América." (Edicon, 1989)